# Fokker V.8
Il Fokker V.8 fu un caccia monoposto pentaplano realizzato dall'azienda tedesco imperiale Fokker-Flugzeugwerke negli anni dieci del XX secolo e rimasto allo stadio di prototipo.
Progettato nel 1917 e sviluppato sulla base delle esperienze del triplano V.6 presentava l'inedita configurazione basata su un'ala triplana posizionata all'apice anteriore del velivolo ed una biplana posta dopo l'abitacolo.

## Storia del progetto
Nei primi mesi del 1917 Anthony Fokker riferì al suo direttore dell'ufficio progetti Reinhold Platz la sua intenzione di studiare una soluzione simile a quella adottata dal britannico Sopwith Triplane, che dal momento della sua entrata in servizio aveva creato all'aviazione tedesco imperiale grazie alle sue prestazioni nettamente superiori in termini di tempo di salita e tangenza massima operativa. I vari prototipi che si succedettero trovarono nei V.5 con motore rotativo e V.6 con motore in linea lo sviluppo definitivo, avviato alla produzione con minime modifiche come Dr.I, ma Fokker, probabilmente alla ricerca di ancora maggiori prestazioni, decise di avviare lo sviluppo di un pentaplano pur in disaccordo con Platz.
Venne quindi approntato un nuovo prototipo, al quale venne assegnata la designazione V.8, che adottava la fusoliera del V.6 ma integrava la sua ala triplana in posizione avanzata a ridosso del disco dell'elica, quindi ne veniva installata una seconda, in configurazione biplana, appena dietro l'abitacolo.
Come era solito fare, fu lo stesso Fokker a portare in volo per la prima volta il V.8 nell'ottobre 1917 ma alcune testimonianze affermano che dopo il decollo riatterrò velocemente. Durante la breve prova Fokker si rese immediatamente conto che era necessario introdurre delle modifiche ma, pur modificandone la struttura, al volo successivo, effettuato brevemente due settimane più tardi, decise che non era possibile ricavarne un modello da avviare alla produzione. L'unico V.8 realizzato venne demolito e lo sviluppo della soluzione a velatura pentaplana interrotto.